# Johan Willem Oostveen
Johan Willem Oostveen, meest Joh. Oostveen (Leiden, 31 juli 1875 – Amsterdam, 24 oktober 1953) was een Nederlands bas en stempedagoog.
Hij was zoon van onderwijzer Willem Fredrik Oostveen en Johannes Petronella Blass, wonende aan de Hooglandschekerkgracht. Hijzelf trouwde in 1903 met Hendrika Wilhelmina Leur van wie hij in 1914 scheidde; hij hertrouwde datzelfde jaar met Esther van der Hoop, waarna in 1931 een nieuwe scheiding volgde. Er volgde nog een huwelijk met Adolphine Cornelie Kruls, waarmee hij tot aan zijn dood aan het Van Tuyll van Serooskerkenplein 40 woonde.
Hij kreeg zijn opleiding aan het Conservatorium van Amsterdam en een vervolgstudie bij Aaltje Noordewier-Reddingius. Hij werd vervolgens muziekleraar in Haarlem in vakken solozang en spreken (1907-1909), dat combinerend met het docentschap aan De Nieuwe Muziekschool in Amsterdam als ook de Volks-Oratoriumvereniging. Daarna volgde een aanstelling bij een kweekschool in Arnhem, Nieuwe Schoolvereniging in Amsterdam en het seminarie van de Algemene Doopsgezinde Sociëteit is Amsterdam. Zanger en koordirigent Paul Pul en Nel Oosthout waren leerlingen van hem. Als zanger bleef hij door het hele land optreden. Op 2 mei 1906 stond hij bij de uitvoering van Elias van Felix Mendelssohn-Bartholdy op het podium van het Concertgebouw. Onder aanvoering van Johan Schoonderbeek stond hij tussen de andere solisten Tilia Hill, Johanna Klippink, Pauline de Haan-Manifarges, G.E. Molenaar-Suyver, Jos. E., Schildermans, A. Swart en Gerard Zalsman. 
Ondertussen schreef hij wat muziek, waaronder een "Kindercantate Michiel Adriaansz. De Ruyter" en de ballade "Der untreue Knabe". Hij schreef de handleidingen Handboek voor spreekonderwijs (uitgegeven door Wolters), Spreekoefeningen voor kinderen (uitgegeven bij Noordhoff) en Spraak- en stemafwijkingen. Zijn Wat Nederland zingt (Een keur van Nederlandsche volksliederen) in 1923 uitgegeven door Meulenhoff met illustraties van Jan Wiegman, kreeg in 1980 een fotografische herdruk bij uitgeverij De Toorts. Hij wendde zich in de laatste dagen van zijn leven steeds meer richting spraakles en oefeningen ter voorkoming en bestrijding van stotteren en lispelen. Ook behandelde hij psychiatrische patiënten en hield lezingen over zijn vakgebied.
Hij was ridder in de Orde van Oranje-Nassau. 